# Psyche niphonica
Psyche niphonica är en fjärilsart som beskrevs av Hori 1926. Psyche niphonica ingår i släktet Psyche och familjen säckspinnare. Inga underarter finns listade.